# Société de Jiusan
La Société de Jiusan (en chinois simplifié : 九三学社 ; chinois traditionnel : 九三學社 ; pinyin : Jiǔsān Xuéshè ; littéralement « Société du 3 septembre ») est l'un des huit partis politiques légalement reconnus en république populaire de Chine suivant la direction du Parti communiste chinois et sont membres de la Conférence consultative politique du peuple chinois.

## Description
Le nom du parti se réfère à la date de la victoire chinoise dans la guerre sino-japonaise, le 3 septembre 1945.
L'énoncé de mission du parti est de « conduire la nation au pouvoir et le peuple à la prospérité », même si cela doit être subordonné à l'intérêt national. Le parti a un effectif de plus de 68 000 membres, pour la plupart des intellectuels de haute et moyenne activité dans les domaines de la science, de la technologie, l'éducation, la culture et la médecine.

## Présidents
1. Xu Dehang (许德珩)
2. Zhou Peiyuan (周培源)
3. Wu Jieping (吴阶平)
4. Han Qide (韩启德)
5. Wu Weihua (武维华) : actuel